# José Joaquim Sintra da Silveira
José Joaquim Sintra da Silveira, primeiro e único barão de Sintra, (Mogi Mirim, 4 de junho de 1832 — Mogi Mirim, 6 de maio de 1895) foi um político e fazendeiro brasileiro.
Filho de Inácio de Loyola Sintra e de Ana Francisca Cardoso. Casou-se com Carolina Cândida de Araújo.
Era chefe do Partido Liberal de Mogi Mirim; foi agraciado barão em 26 de novembro de 1887.